# Junior World Rally Championship
Lo Junior World Rally Championship (sigla JWRC) è un campionato mondiale organizzato dalla Federazione Internazionale dell'Automobile, riservato ai piloti di rally under 28 ed evento collaterale al campionato del mondo rally.
La serie, nata nel 2001 come Coppa FIA piloti per vetture Super 1600, a far corso dal campionato del mondo rally 2011 è stata sostituita dalla WRC Academy. Con l'edizione 2013 si ebbe l'avvicendamento opposto e la serie tornò a chiamarsi nuovamente Junior WRC; inoltre da quell'anno venne istituito anche il titolo copiloti, non previsto nelle stagioni precedenti.

## Albo d'oro

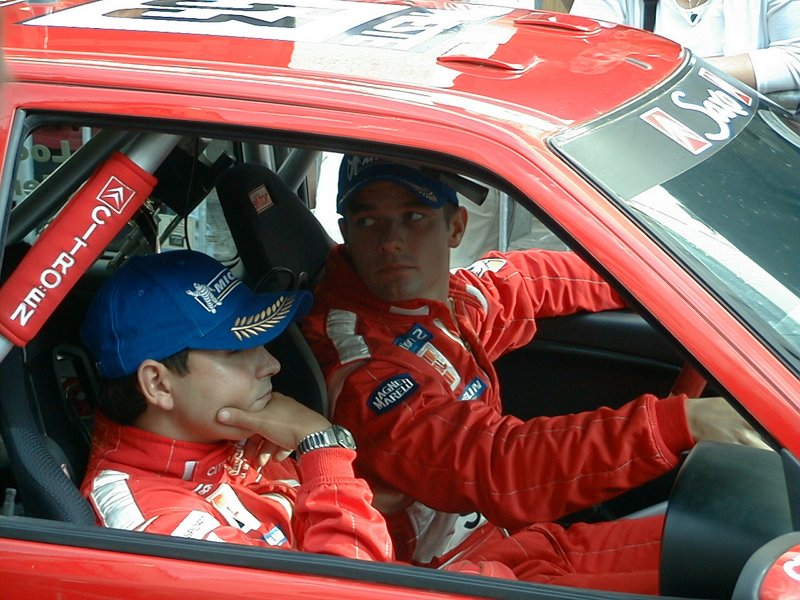
Sébastien Loeb e Daniel Elena a bordo della loro Citroën Saxo S1600 al Rally di Finlandia 2001

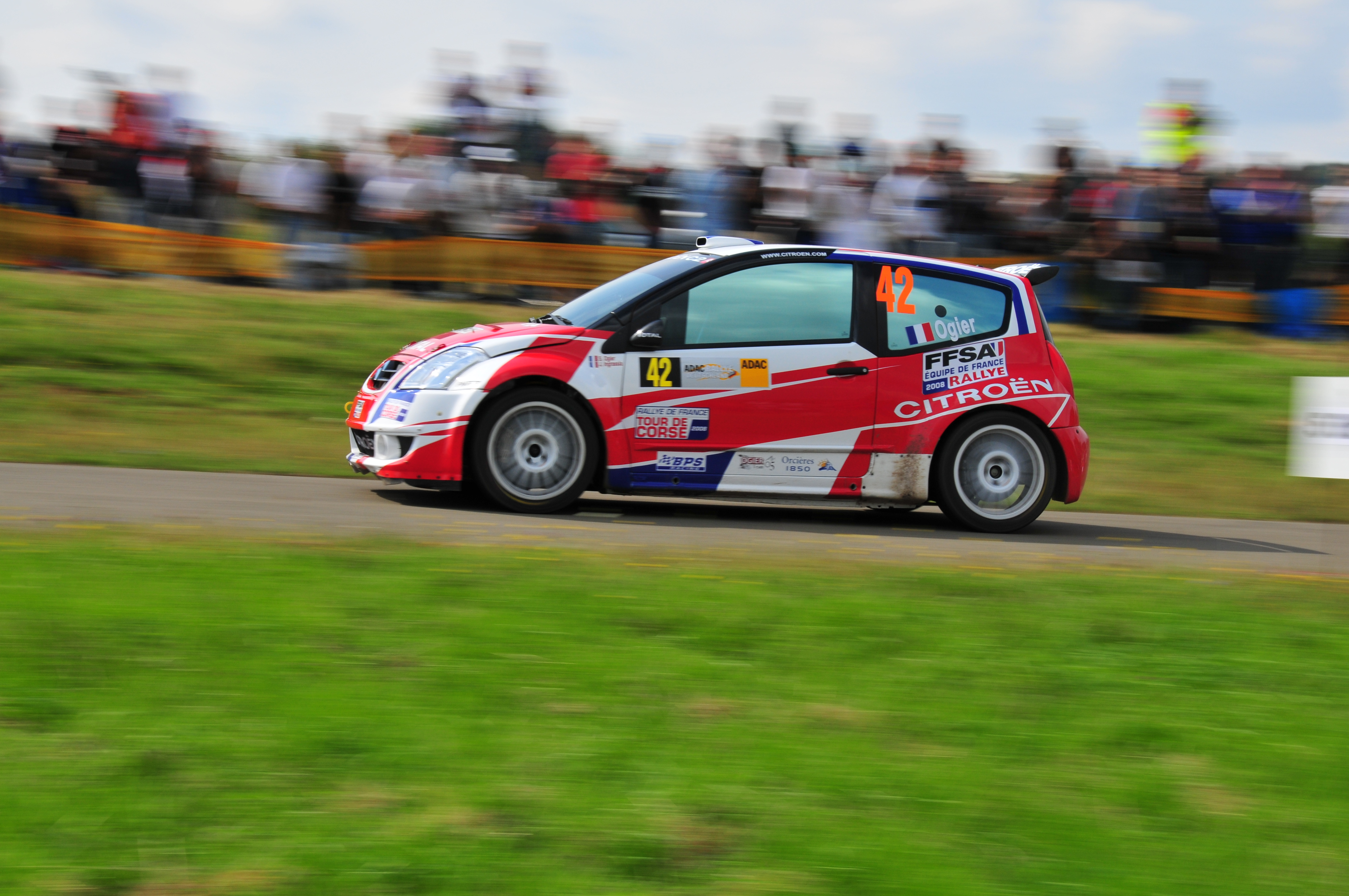
Sébastien Ogier su Citroën C2 S1600 al Rally di Germania 2008

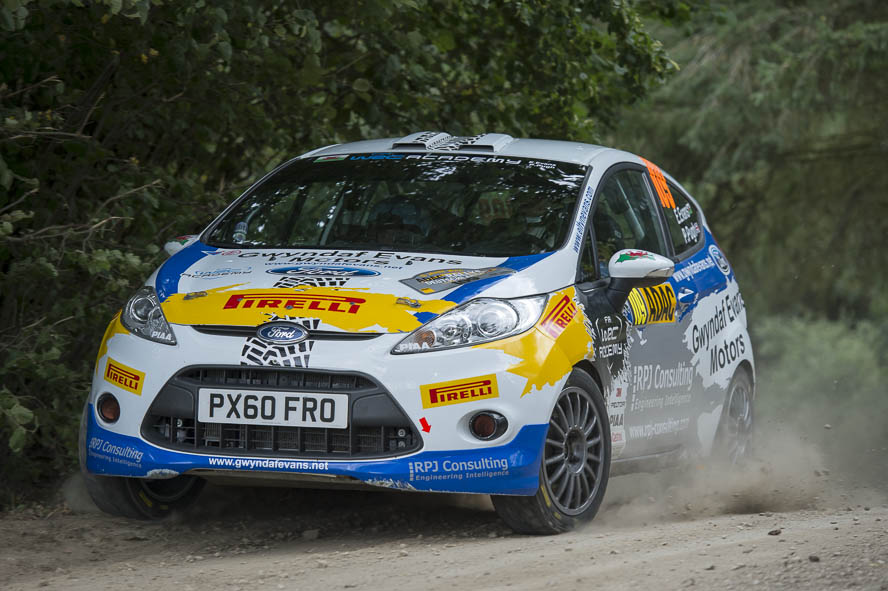
Elfyn Evans su Ford Fiesta R2 al Rally di Germania 2012

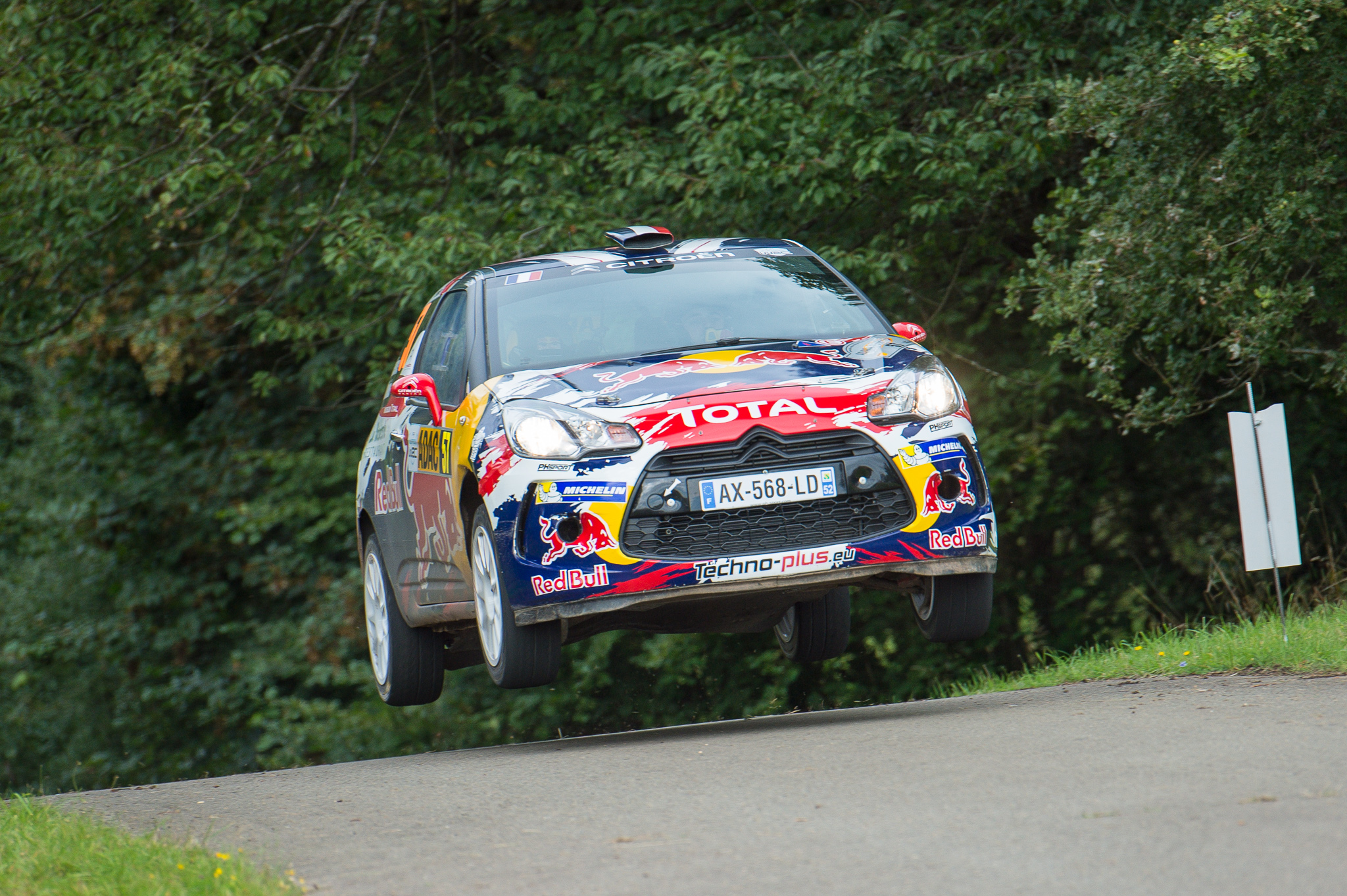
Stéphane Lefebvre su Citroën DS3 R3 al Rally di Germania 2014

Coppa FIA piloti Super 1600
| Anno | Pilota         | Vettura            |
| ---- | -------------- | ------------------ |
| 2001 | Sébastien Loeb | Citroën Saxo S1600 |

Junior WRC
| Anno | Piloti               | Vettura            |
| ---- | -------------------- | ------------------ |
| 2002 | Daniel Solà          | Citroën Saxo S1600 |
| 2003 | Brice Tirabassi      | Renault Clio S1600 |
| 2004 | Per-Gunnar Andersson | Suzuki Ignis S1600 |
| 2005 | Daniel Sordo         | Citroën C2 S1600   |
| 2006 | Patrik Sandell       | Renault Clio S1600 |
| 2007 | Per-Gunnar Andersson | Suzuki Swift S1600 |
| 2008 | Sébastien Ogier      | Citroën C2 S1600   |
| 2009 | Martin Prokop        | Citroën C2 S1600   |
| 2010 | Aaron Burkart        | Suzuki Swift S1600 |

WRC Academy
| Anno | Piloti      | Vettura        |
| ---- | ----------- | -------------- |
| 2011 | Craig Breen | Ford Fiesta R2 |
| 2012 | Elfyn Evans | Ford Fiesta R2 |

Junior WRC
| Anno | Piloti            | Vettura            |                      | Copiloti           | Vettura |
| ---- | ----------------- | ------------------ | -------------------- | ------------------ | ------- |
| 2013 | Pontus Tidemand   | Ford Fiesta R2     | Ola Fløene           | Ford Fiesta R2     |         |
| 2014 | Stéphane Lefebvre | Citroën DS3 R3     | Thomas Dubois        | Citroën DS3 R3     |         |
| 2015 | Quentin Gilbert   | Citroën DS3 R3 Max | Renaud Jamoul        | Citroën DS3 R3 Max |         |
| 2016 | Simone Tempestini | Citroën DS3 R3 Max | Giovanni Bernacchini | Citroën DS3 R3 Max |         |
| 2017 | Nil Solans        | Ford Fiesta R2T    | Miquel Ibáñez        | Ford Fiesta R2T    |         |
| 2018 | Emil Bergkvist    | Ford Fiesta R2T    | Johan Johansson      | Ford Fiesta R2T    |         |
| 2019 | Jan Solans        | Ford Fiesta R2T    | Mauro Barreiro       | Ford Fiesta R2T    |         |
| 2020 | Tom Kristensson   | Ford Fiesta Rally4 | Joakim Sjöberg       | Ford Fiesta Rally4 |         |
| 2021 | Sami Pajari       | Ford Fiesta Rally4 | Marko Salminen       | Ford Fiesta Rally4 |         |

WRC-3 Junior
| Anno | Pilota        | Vettura            |           | Copilota           | Vettura |
| ---- | ------------- | ------------------ | --------- | ------------------ | ------- |
| 2022 | Robert Virves | Ford Fiesta Rally3 | Brian Hoy | Ford Fiesta Rally3 |         |

Junior WRC
| Anno | Piloti            | Vettura            |            | Copiloti           | Vettura |
| ---- | ----------------- | ------------------ | ---------- | ------------------ | ------- |
| 2023 | William Creighton | Ford Fiesta Rally3 | Liam Regan | Ford Fiesta Rally3 |         |
| 2024 | Romet Jürgenson   | Ford Fiesta Rally3 | Siim Oja   | Ford Fiesta Rally3 |         |